# Dicranomyia (Dicranomyia) wattamolla
Dicranomyia (Dicranomyia) wattamolla is een tweevleugelige uit de familie steltmuggen (Limoniidae). De soort komt voor in het Australaziatisch gebied.